# Halvmåne (novell)
Halvmåne är en kort novell författad av Lao She som publicerades i en kinesisk veckotidning 1935. Det är kanske den mest kända av Lao Shes korta noveller och har bland annat fått ge namn åt utgivningar av hans novellsamlingar i Kina. Berättelsen filmatiserades 1986 med Huo Zhuang som regissör. 
Halvmåne är en mycket tragisk historia om en ung flicka och hennes mor som försöker skapa sig ett levebröd i 1930-tales Kina men som tvingas in i prostitution för att överleva. Det är en djupt samhällskritisk historia som ofta förmedlar en känsla av total hopplöshet till läsaren. 
Berättelsen handlar om en ung, icke-namngiven flicka vars far dör och därefter måste hon och hennes mor kämpa för att försörja sig och hålla svälten från dörren. Hennes mor gifter om sig, men den nye maken överger dem snart. Modern försöker finna något jobb för att försörja dem men tvingas efter hand in i prostitution för att klara försörjningen. 
Sedan försvinner modern med en ny man hon hittat. Flickan måste då försörja sig själv, till en början gör hon det som servitris på en restaurang men efter hand prostituerar hon sig också och när modern återkommer är cirkeln sluten: nu är det istället dottern som prostituerar sig för att försörja modern. 
Några utdrag ifrån Halvmåne:
| ” | Jag och min mor är som två hundar som ingen bryr sig om, för att mätta våra munnar måste vi utstå vad som helst. | „ |

| ” | Jag är inte rädd för dödens lidande, eftersom jag redan upplevt något värre än den. Jag älskar livet men borde inte leva såhär. Jag försöker föreställa mig ett idealiskt liv, något som från en dröm, men drömmer passerar snabbt förbi och mitt verkliga liv får mig att må illa. Denna värld är ingen dröm, den är ett verkligt helvete. | „ |